# Chelsea Walton
Pour les articles homonymes, voir Walton.
Chelsea Walton (née le 11 juillet 1983) est une mathématicienne et universitaire américaine, professeure associée à l'université de l'Illinois à Urbana-Champaign depuis 2018. Elle est spécialiste d'algèbre non-commutative et boursière Sloan en 2017.

## Biographie
Chelsea Walton naît dans une famille afro-américaine, originaire de Détroit dans le Michigan,. Elle fait ses études secondaires dans des écoles publiques de cette ville. Elle s'intéresse aux mathématiques dès cette période, et envisage une carrière de mathématicienne lorsqu'elle se rend compte qu'elle pourrait « faire des énigmes logiques toute la journée et être payée pour cela ». Elle crée durant cette période un tableau de fréquence d'apparition des lettres à partir d'un dictionnaire pour enfants.  
Elle est diplômée en mathématiques de l'université d'État du Michigan en 2005 et obtient en 2011 son doctorat, à l'université du Michigan, en soutenant une thèse intitulée On Degenerations and Deformations of Sklyanin Algebras, supervisée conjointement par Toby Stafford et Karen E. Smith, et basée en partie sur des recherches qu'elle a menées à l'université de Manchester, où Toby Stafford avait pris un poste d'enseignant.  
Chelsea Walton fait des recherches postdoctorales à l'université de Washington et au Mathematical Sciences Research Institute. Elle est instructrice Moore au Massachusetts Institute of Technology de 2012 à 2015, puis elle obtient un poste de professeure adjointe Selma Lee Bloch Brown à l'université Temple en 2015. Elle est nommée professeure associée à l'université d'Illinois en 2018,. 
Ses intérêts de recherche comprennent l'algèbre non-commutative, la géométrie non commutative, la symétrie en mécanique quantique (en), les algèbres de Hopf et les groupes quantiques.

## Prix et distinctions
Chelsea Walton est boursière Sloan en 2017, devenant ainsi le quatrième étudiant afro-américain à remporter cette bourse en mathématiques. En 2018, elle reçoit le prix André-Lichnerowicz en géométrie de Poisson,. La citation de récompense a relevé sa recherche sur les algèbres de Sklyanin (en) en géométrie de Poisson, sur les actions des algèbres de Hopf et sur l'algèbre enveloppante universelle de l'algèbre de Witt (en).